# Slovaker
Slovaker (slovakiska: Slováci) är ett västslaviskt folk. Det omfattar personer med slovakiska som modersmål och/eller invånare i Slovakien.